# Holly Morris
Holly Morris (Chicago, 30 de septiembre de 1965) es una autora, directora, productora de documentales y presentadora de televisión estadounidense. Sus artículos han sido publicados en The New York Times Book Review, More, O (The Oprah Magazine), Slate, The Daily Telegraph, The Week y otras publicaciones nacionales.

## Primeros años
Holly Morris nació en Chicago, Illinois, EE. UU. Es la hija del exjugador de fútbol profesional Johnny Morris y de Jeannie Morris, periodista deportiva y escritora. Johnny Morris era un receptor de los Chicago Bears que se convirtió durante mucho tiempo en un analista deportivo de WBBM-TV en Chicago y comentarista de fútbol con CBS Sports. Jeannie Morris es la autora del libro Brian Piccolo: A Short Season la historia de un jugador de la Liga de Fútbol Nacional americana, jugador que murió de cáncer a la edad de 26 años.

## Carrera
Ella fue directora editorial de la empresa de publicaciones Seal Press (adquirida por Avalon en 2003 y luego Perseus en 2007). Como directora editorial, adquirió y editó ficción y no ficción sobre diversos temas, especialmente feminismos de la tercera ola, salud, política internacional y viajes.
Es la productora ejecutiva , escritora/directora y presentadora de la serie documental de ocho partes de PBS Adverture Divas, así como autora de Adventura Divas: Searching the Globe for a New Kind of Heroine (Random House, 2005, 2006), el cual estuvo nombrado New York Times Editors' Choice.
Como productora y corresponsal, Morris ha hecho programas en Bangladés, Borneo, Brasil, Cuba, Gabón, Guyana, India, Irán, Malawi, Níger, Siria, Ucrania, y Zambia, entre otros países.
Es una de las principales presentadoras de Treks in a Wild World, una serie de aventuras, ecología e historia de Pilot Productions, así como una de las presentadoras del programa de televisión Globo Trekker (también llamada Pilot Guides en Canadá y los Estados Unidos y originalmente transmitido como Lonely Planet). Ha sido corresponsal para National Geografic Today y la serie medioambiental Outdoor Investigations.
En 2010, fundó la PowderKeg Writers' Residency  (residencia y espacio de trabajo para escritoras) en Brooklyn, Nueva York. También en 2010, se publicó su artículo "A Country of Women" ("Un País de Mujeres"). Es una crónica de una comunidad de "self settlers" que viven dentro de la Zona de Exclusión de Chernobyl.Dirigió y produjo (con Anne Bogart) el documental "The Babushkas of Chernobyl" , sobre las mujeres de la Zona de Exclusión, que se estrenó en el Festival de Cine de Los Ángeles
En junio de 2013, dio una charla TED sobre este tema en TEDGlobal en Edimburgo, Escocia.
Fue presentada en 2013 en el estreno del documental Gringo Trails.

## Vida personal
Morris vive en Brooklyn, Nueva York, con su compañero Michael Kovnat y su hija.[cita requerida]

## Trabajos
Como directora/productora
- The Babushkas of Chernobyl
- Adventure Divas -  8 episodios, PBS

Cuando anfitriona de viajes/presentadora
- Globo Trekker
- Outdoor Investigations
- Treks in a Wild World
- Adventure Divas
- Gringo Trails

Como autora
- Adventure Divas: Searching the Globe for a New Kind of Heroine (2005, 2006)
- Best Travel Writing: 2013 (2013) B
- est Women's Travel Literature (2013)
- Go Your Own Way (2007)
- 100 Places Every Woman Should Go
- (2007) Cuba in Mind (2004)
- Homefield: 9 Writers at Bat (2004)
- A Woman Alone (2001)
- Gifts of the Wild (1998)
- Two in the Wild (1998)
- Another Wilderness (1993)
- Reading the Water (1993)

Como editora
- Uncommon Waters: Women Write About Fishing (1991)
- A Different Angle: Fly Fishing Stories by Women (1995, 1996)

Como Documentalista
- Hedgebrook: Women Authoring Change (2014)